# Erich Schönfelder
Erich Schönfelder, né le 23 avril 1885 à Francfort-sur-le-Main et mort le 14 mai 1933 à Berlin, acteur, réalisateur et scénariste allemand.

## Biographie
Erich Schönfelder fut un acteur et un scénariste à l'époque du cinéma muet. En tant que réalisateur, il connut le passage du cinéma muet au cinéma parlant.
Il scénarisa plusieurs films d'Ernst Lubitsch.

## Filmographie

### Acteur
- 1915 : Le Klabriaspartie de Danny Kaden
- 1916 : Doktor Satansohn d'Edmund Edel
- 1916 : Leutnant auf Befehl de Danny Kaden
- 1917 : Der Golem und die Tänzerin  de Rochus Gliese et Paul Wegener
- 1917 : Das fidele Gefängnis d'Ernst Lubitsch
- 1918 : Die Nichte des Herzogs de Danny Kaden et Max Mack
- 1918 : Gesucht ein Mann, der ein Mann ist de Danny Kaden
- 1918 : Prinz Sami d'Ernst Lubitsch
- 1918 : La dame dans la vitrine de Danny Kaden
- 1919 : Le mari de madame Ruth (Die beiden Gatten der Frau Ruth) de Rudolf Biebrach
- 1920 : Incognito Rolf d'Erich Schönfelder
- 1920 : Les locataires forcés
- 1921 : L'Astuce d'un maître-chanteur (Ein Erpressertrick)  d'Erich Schönfelder
- 1921 : Papa kann's nicht lassen d'Erich Schönfelder
- 1924 : Gehetzte Menschen d'Erich Schönfelder
- 1925 : Kampf um die Scholle d'Erich Waschneck
- 1929 : Der Kampf der Tertia de Max Mack
- 1930 : Oiseaux de nuit (Der Greifer) de Richard Eichberg

### Scénariste
- 1915 : Die Klabriaspartie de Danny Kaden
- 1916 : Le Palais de la chaussure Pinkus (Schuhpalast Pinkus) d'Ernst Lubitsch
- 1917 : Ossis Tagebuch d'Ernst Lubitsch
- 1917 : Der Blusenkönig d'Ernst Lubitsch
- 1917 : Wenn vier dasselbe tun d'Ernst Lubitsch
- 1917 : Käsekönig Holländer d'Ernst Lubitsch
- 1918 : Der Rodelkavalier d'Ernst Lubitsch
- 1918 : La Dame dans la vitrine de Danny Kaden
- 1918 : Meine Frau, die Filmschauspielerin d'Ernst Lubitsch
- 1919 : Les Spéculateurs et Compagnie d'Erich Schönfelder
- 1919 : Meyer de Berlin (Meyer aus Berlin) d'Ernst Lubitsch
- 1919 : Das Caviar-Mäuschen de Gerhard Dammann
- 1919 : La Fille de la publicité
- 1919 : La Fille de valeur
- 1920 : Le Cacatoès et le vanneau huppé (Kakadu und Kiebitz) d'Erich Schönfelder
- 1920 : Putschliesel d'Erich Schönfelder
- 1920 : SM, le voyageur
- 1921 : Le Taureau d'Olivera d'Erich Schönfelder
- 1921 : L'Astuce d'un maître-chanteur (Ein Erpressertrick)  d'Erich Schönfelder
- 1921 : Cupidon au volant (Amor am Steuer) de Victor Janson
- 1921 : Papa kann's nicht lassen d'Erich Schönfelder
- 1925 : Autour du Big Ben d'Erich Schönfelder

### Réalisateur
- 1919 : Valutmädel
- 1919 : Beaucoup de femmes
- 1919 : Les spéculateurs et Compagnie
- 1920 : Incognito Rolf
- 1920 : Le Fakir de l'amour
- 1920 : Le Cacatoès et le vanneau huppé (Kakadu und Kiebitz)
- 1920 : Putschliesel
- 1920 : Les Cinq de Francfort (Die fünf Frankfurter)
- 1920 : Les baisers embêtants
- 1921 : Der Stier von Olivera
- 1921 : L'Astuce d'un maître-chanteur (Ein Erpressertrick)
- 1921 : Papa kann's nicht lassen
- 1921 : Le Taureau d'Oliviera
- 1922 : Lutte contre l'ennemi invisible
- 1922 : Miss Rockefeller et en tournage
- 1923 : Au nom du Roi
- 1924 : L'agent secret
- 1924 : Dans la chaleur du soleil
- 1924 : Gehetzte Menschen
- 1925 : femmes de luxe (Luxusweibchen)
- 1925 : La Cage d'amour (Der Liebeskäfig)
- 1925 : Die Frau mit dem Etwas
- 1925 : Autour du Big Ben
- 1926 : Vraiment Princess (Prinzessin Trulala)
- 1926 : Vater werden ist nicht schwer...
- 1927 : Le soldat de Marie (Der Soldat der Marie)
- 1927 : Comment puis-je épouser mon patron ? (Wie heirate ich meinen Chef ?)
- 1927 : Le sort d'une nuit (Das Schicksal einer Nacht)
- 1927 : Le train de luxe (Im Luxuszug)
- 1928 : Der Biberpelz (de)
- 1928 : La jeune femme de la caisse 12 (Das Fräulein von Kasse 12)
- 1928 : La boutique du Prince (Der Ladenprinz)
- 1929 : Aus dem Tagebuch eines Junggesellen
- 1929 : Retour! Tous pardonné! (Alles vergeben!)
- 1929 : Trust der Diebe
- 1930 : Femmes chassées (Gehetzte Mädchen)
- 1930 : Miss drôle (Fräulein Lausbub)
- 1930 : Suivant, s'il vous plaît! (Der Nächste, bitte!)
- 1931 : Belle est le temps de manœuvre (Schön ist die Manöverzeit)
- 1930 : À Vienne, je n'ai aimé qu'une fois (In Wien hab' ich einmal ein Mädel geliebt)
- 1931 : Der Liebesarzt
- 1931 : Le secret du chat rouge (Das Geheimnis der roten Katze)
- 1931 : Ein ausgekochter Junge
- 1932 : Aus einer kleinen Residenz
- 1932 : Manfred von Brauchitsch in Kampf